# بيدرو دي ميدينا
بيدرو دي ميدينا (بالإسبانية: Pedro de Medina)‏ هو جغرافي وعالم فلك ورياضياتي ومؤرخ إسباني، ولد في 1493، وتوفي في 1567 في إشبيلية في إسبانيا.